# Ascendancy (videojuego)
Este artículo se refiere al juego de ordenador Ascendancy. Para el álbum de Trivium, consulta en  Ascendancy (álbum).
Ascendancy es un juego para ordenador PC desarrollado por The Logic Factory, y reeditado en enero de 2011 para dispositivos iOS Apple (iPhone/iPad). El jugador asume el papel de una especie alienígena que ha de evolucionar tecnológica y científicamente y expandirse por la galaxia mientras interacciona con otras especies. Entre sus influencias, destaca el juego Master of Orion.

## Historia
Ascendancy es un juego de ordenador (funciona bajo MS-DOS) de estrategia galáctica basada en turnos dentro de la categoría de juegos de estrategia 4X (explorar, expandirse, explotar y exterminar). El juego fue lanzado por The Logic Factory en 1995.
En este juego se nos da la oportunidad de elegir entre 21 especies, cada una con su habilidad especial. Nuestro objetivo será el de "ascender" entre las demás especies del juego. Para ello, tendremos que construir instalaciones industriales, científicas, de prosperidad y orbitales, crear naves espaciales para surcar la galaxia, avanzar en las investigaciones para obtener logros científicos que permitan la exploración espacial y la construcción de nuevas y mejoradas estructuras. Al mismo tiempo, habrá que comunicarse con otras especies, con las que se pueden formar alianzas y declarar guerras, mientras nuestras naves se encargan de colonizar nuevos planetas o invadir colonias de otras especies, e incluso enzarzarse en batallas espaciales por turnos con naves enemigas.
La investigación tecnológica se basa, principalmente, en la tecnología que permite la creación y mejora de naves espaciales. Las naves han de crearse en astilleros espaciales en la órbita del planeta. El diseño de naves espaciales era intuitivo pero complejo, especialmente para la época en que se creó el juego. Las naves pueden tener motores, generadores de energía, armas y otros componentes, como colonizadores, módulos invasores (las colonizaciones e invasiones se realizan en la órbita del planeta: las naves no pueden atravesar la atmósfera de un planeta) y los dispositivos que permitan el desplazamiento por las líneas estelares, una suerte de agujeros de gusano que permiten viajar entre los sistemas estelares.
Además, el número de naves es bastante limitado. Cada especie, al principio, solo puede construir dos naves, y por cada sistema estelar controlado (tomando como controlado un sistema en el que la presencia de dicha especie es mayoritaria), puede construir una nueva nave.
El estilo de juego es parecido al de Master of Orion. El juego muestra en primer lugar un mapa tridimensional de la galaxia que puede acercarse o alejarse e incluso rotar para poder observar ciertas partes de la galaxia. Desde este mapa podemos acceder a cada estrella de la galaxia, y en consecuencia a su sistema estelar, mostrando sus planetas y las especies que vivan en este sistema.
Los planetas de cada sistema varían en topografía y tamaño. La topografía se basa principalmente en la división de la superficie planetaria en cuadros:
- Los cuadros blancos son de propósito general, pero se centran en estructuras habitables.

- Los cuadros rojos aumentan la productividad industrial.

- Los cuadros azules aumentan el poder científico del planeta.

- Los cuadros verdes aumentan la prosperidad de la población.

- En los cuadros negros es imposible construir algo que no sean tuberías de transporte, pero pueden terraformarse si se tiene una investigación científica avanzada. Además, una de las especies, los Orfa, pueden construir en los cuadros negros sin problemas.

- Los cuadros orbitales permiten la construcción de astilleros y hangares espaciales y de armas y defensas orbitales del planeta. Además, hay que dejar al menos un cuadro vacío para poder construir naves y que éstas puedan entrar en la órbita del planeta en cuestión

Un detalle interesante es el de la presencia de ruinas de antiguas civilizaciones (ruinas xenoarqueológicas) en algunos planetas. Con la investigación suficiente, se pueden realizar excavaciones en dichas ruinas y obtener un descubrimiento científico avanzado.
El juego ha conseguido premios importantes, como el Mejor Juego de Estrategia de PC Gamer en noviembre de 1995 y el Premio Codie al Mejor Juego de Estrategia en 1996.
A principios de 2006, The Logic Factory anunció que se había empezado a trabajar en una segunda parte. No hay más información al respecto.
En enero de 2011, la propia The Logic Factory publicó para iPhone e iPad una versión oficial de Ascendancy, disponible en la App Store de Apple.

## Modo de juego
Al comienzo del juego, solo se dispone de una colonia (planeta natal). A partir de ahí, el jugador ha de desarrollar la industria, tecnología y población del planeta hasta conseguir conocimiento suficiente para comenzar la colonización espacial y extender su civilización por otros planetas.
El desarrollo de una colonia se basa en la construcción de estructuras en los diversos cuadros. Cada estructura tiene un propósito: industria (fábrica), agricultura (granja), investigación (laboratorio), población (outpost), defensa (escudos de superficie), estructuras orbitales (astilleros, hangares, escudos y armas orbitales), etc. 
Junto al desarrollo de las colonias, el jugador también se ocupará de la expansión de su imperio y del contacto con otras especies que habitan el Universo de Ascendancy.

### Problemas de Inteligencia Artificial (IA)
Ascendancy es un juego que solo permite partidas de un jugador contra una Inteligencia Artificial que no resultaba ser muy competitiva. Ante esto, The Logic Factory desarrolló un parche, el módulo The Antagonizer, que permite una mejor experiencia jugable. Este parche también soluciona algunos problemas del juego, como que las naves de una especie se queden todas sin energía cuando una de ellas ha gastado toda su energía, o eso es lo que se piensa. (Ver enlaces externos)

### Características especiales
Ascendancy ofrecía un mapa de la galaxia en tres dimensiones permitiendo que las naves se muevan por la galaxia con mayor realismo. Los sistemas estelares también están representando en tres dimensiones.
La interfaz del usuario fue muy intuitiva e innovadora, basándose sobre todo en el uso del ratón. Además, al ser partidas generadas aleatoriamente, Ascendancy da pie a una gran rejugabilidad, ya que la especie del jugador no estará siempre en el mismo tipo de planeta al comienzo del juego ni tampoco las hasta 6 especies restantes serán siempre las mismas, dando una gran cantidad de combinaciones. A ello hay que añadir que se puede variar la atmósfera del juego (pacífica, neutral, hostil) y la densidad de la galaxia, haciendo que cada partida sea una nueva experiencia.

### Final del juego
Como se ha indicado, en Ascendancy tendremos que "ascender". Dependiendo de nuestros progresos, existe una serie de "finales" (en realidad, el juego continuará aun cuando accedamos a la pantalla de "final").
Las posibilidades son:
- Conquistar dos tercios de la galaxia.

- Conseguir que todas las especies alienígenas estén aliadas.

- Invadir los planetas natales de las demás especies.

- Aniquilar al resto de las especies.

- Que tu especie se extinga.

## Especies
Hay 21 especies en Ascedancy, cada una con su propia habilidad especial. Algunas poseen una habilidad que puede ser activada, mientras que otras tienen una habilidad pasiva que está siempre funcionando.
- Arbryls

Los Arbryls son gente-árbol que evolucionaron en un gran planeta paradisíaco que sólo contiene vida vegetal. Son pacíficos, de movimiento lento y muy inteligentes. No están habituados al conflicto y su filosofía es aislacionista. Se les puede ver de pie, tranquilos y sin moverse durante mucho tiempo, centrados en sus pensamientos de árbol, preguntándose sobre el mundo.

A veces llevan a cabo un ritual planetario, incluyendo a todos los Arbryls, para estar en sintonía con las vibraciones de la energía mística. Este ritual es agotador y permite restaurar la armonía y la calma que ellos atesoran.

Como efecto secundario, su ritual de resonancia místico crea una disrupción esférica en el espacio y el tiempo. La resonancia se expande, mandando campos gravitacionales distorsionadores a escala interestelar y haciendo que las líneas estelares se contraigan y cierren.

Habilidad especial: Los Arbryls pueden alterar el flujo del espacio. Pueden bloquear todas las líneas estelares que vayan hacia sus sistemas colonizados. (Activa)

- Balifids

Los Baliflids son organismos parecidos a los roedores. Evolucionaron en un planeta hospitalario pero competitivo donde desarrollaron la habilidad de desarmar y vencer a sus competidores. Otras criaturas se sienten instintivamente protectoras hacia los Baliflids.

Un Baliflid siendo atacado por una insaciable bestia Strak se quedará tranquilo mirando al furioso y enorme depredador con una expresión parecida a la de una risa contenida.  Normalmente el depredador se parará en seco, sin saber porqué pero sintiendo que su agresividad se desvanece ante la visión de la expresión relajada del Baliflid.

Los Baliflids saben divertirse (casi no se toman nada muy en serio) y son amistosos y curiosos. A pesar de sus pintas inocentes e inofensivas, los Baliflids son muy inteligentes y altamente empáticos. Sobrevivieron como especie debido al uso de su empatía con el entorno y las motivaciones de otras criaturas.

Habilidad especial: Los Balifids son grandes diplomáticos. Pueden forzar a todas las especies a hacer las paces con ellos. (Activa)

- Capelons

Los Capelons son masas de fibras flotantes que pueden reorganizar sus cuerpos rápidamente para adquirir cualquier forma. Evolucionaron en un mundo de grandes depredadores donde su camuflaje y su habilidad de cambiar de forma fueron útiles para hacerse con sus escasas y evasivas presas antes de que las consiguieran otros competidores depredadores.

Desarrollaron además el poder de repeler a sus competidores y otras amenazas como una extensión telepática de su habilidad de camuflaje. Pueden hacerse invisibles de forma que los seres que les amenacen olviden en qué estaban pensando, permitiendo al Capelon acabar con su presa y escapar.

Los Capelons pueden combinar sus poderes individuales. Una población planetaria puede ocultar todo su planeta.

Habilidad especial: Los Capelons pueden hacer que sus colonias sean invisibles (=invencibles) durante un día. (Activa)

- Chamachies

Los Chamachies adoran los artefactos y la tecnología.  Son capaces de realizar grandes descubrimientos rápidamente cuando están bajo presión. El estrés aumenta su habilidad científica y amplifica su determinación, de forma parecida a como la adrenalina potencia la actividad física.

En el pasado reciente, una gran nave alienígena de tecnología avanzada pasó cerca del sistema Chamachie. Los alienígenas descubrieron que los puntos de entrada de las líneas estelares del sistema entrarían con el paso del tiempo en una configuración inestable. Les dijeron a los Chamachies que no podían predecir cuándo ocurriría el cataclismo, pero estaban seguros de que las fuerzas que se desatarían destruirían la estrella y los planetas que la orbitan.

El conocimiento de este peligro lanzó a la sociedad Chamachie a un frenesí científico y a un gran avance tecnológico.  La respuesta al estrés de los Chamachies que fomenta su gran capacidad mental estuvo al máximo, y en pocas décadas pasaron de ser una civilización pre-tecnológica a una sociedad al borde del viaje espacial.

Habilidad especial: Los Chamachies son brillantes científicos. Pueden terminar inmediatamente una investigación en curso. (Active)

- Chronomyst

Los Chornomyst son una raza profundamente religiosa y filosófica que pasa mucho tiempo en una especie  de meditación que los deja en trance para explorar el espacio interior. Cuando son uno con su dios, Chronos, los Chronomyst flotan por el tiempo y el espacio a una velocidad distinta que otros no iniciados no pueden experimentar.  Han descubierto un modo de usar esto para acceder a las líneas estelares y acelerarse a través de ellas.

Los Chronomyst están sobre todo compuestos por componentes orgánicos ópticos, y su inteligencia consiste en rayos de luz que se tuercen y rebotan en sus lentes y espejos internos. La luz brillante hace que sus mentes se activen y les permite centrarse aún más en su comunión con Chronos.

La sociedad Chronomyst está desestructurada.  Es una reunión sin fin llamada El Cónclave donde los Chronomyst vienen y van, reflejando rayos de luz, definiendo y comunicando la evolución de su cultura y sus creencias. El Cónclave de los Chronomyst es una de las más maravillosas visiones en el universo: una eterna danza de luces de colores a la que todos los Chronomyst se unen en alguna parte de su vida.

Habilidad especial: Los Chronomyst pueden alterar el paso del tiempo. Pueden moverse rápidamente por las líneas estelares. (Pasiva)

- Dubtaks

Los Dubtaks evolucionaron en un mundo lleno de vida agresiva y competitiva. Si un tigre de Bengala, un elefante o un gorila macho adulto estuviera en alguna parte de este planeta, sería consumido en cuestión de segundos.

Aunque no son agresivos de por sí, sobrevivieron al especializarse en infiltración y espionaje. Sus sentidos cubren un gran espectro, con lo que pueden decir que algo se les está acercando cuando ellos aún están muy lejos.  Se mueven como el viento y sus cuerpos flexibles les permiten meterse con facilidad por agujeros y fisuras.

Su historia está llena de guerras encubiertas de información y de espionaje. Sus habilidades naturales y su amor por los cacharros tecnológicos los han convertido en ladrones de investigaciones supremos.

Habilidad especial: Los Dubtaks pueden robar la investigación científica de otras especies. (Activa)

- Fludentri

Los Fludentri evolucionaron en un mundo cubierto por el océano. Están compuestos por líquidos polimerizados. Cuando un Fludentri es herido, se regenera en segundos: su anatomía líquida se auto-repara inmediante después de sufrir las heridas. Un Fludentri sólo muere si su cuerpo es destrozado por completo de una sola vez.

Los Fludentri son capaces de hacer que sus cuerpos asuman diferentes grados de solidez. Pueden rodear a su presa con sus protuberancias y apretar con gran fuerza. Ven el combate como un arte, y un Fludentri se emociona ante una gran demostración de combate entre guerreros hábiles y creativos.

No respetan el pensamiento abstracto ni la comunicación de conceptos; ellos ven estas cosas como quebraderos de cabeza e irrelevantes, y prefieren que sea su bravura en la acción quien hable por ellos. El estatus y poder cultural de un Fludentri está determinado por su habilidad en combate.

Habilidad especial: Los Fludentri son resistentes. Pueden reparar todo el daño de sus naves. (Activa)

- Frutmaka

Los Frutmaka evolucionaron cerca de un agujero negro - su adorado dios Graveesha - en el mismo planeta donde aparecieron los Swaparamans. Hace mucho expulsaron a los Swaparamans de ese planeta, ya que vieron en ellos una amenaza a su forma de vida y a sus creencias.

Los Frutmaka se mueven con una lentitud glaciar. Son animales cercanos a los hongos que obtuvieron una gran inteligencia en su evolución. Su frustración al ser conscientes de que estaban indefensos y que podían ser devorados vivos por sus depredadores llevó al desarrollo de una habilidad telekinética latente. Nadie sabe cuál fue el primer Frutmaka que usó su habilidad mental contra sus agresores, pero los Frutmaka actuales tienen una formidable habilidad para teletransportar objetos con el poder de sus mentes.

Pueden combinar esta habilidad y cuando hay muchos reunidos pueden transportar objetos mayores a grandes distancias. Los Frutmaka creen que Graveesha les dio este poder para poder hacer sacrificios
en su nombre. En ocasiones, teleportan enemigos hacia Graveesha para mantener la armonía con su dios. No se sabe qué es lo que ocurre con las víctimas de Graveesha.

Habilidad especial: Los Frutmaka pueden expulsar a otras especies. Pueden echar las naves alienígenas fuera de los sistemas que controlan. (Activa)

- Govorom

Los Govorom evolucionaron en un planeta desértico. Para sobrevivir, aprendieron a preservar y cultivar los escasos recursos de su mundo. No tienen una sociedad organizada; viven aparte de cada uno, cada uno ocupándose de una pequeña región del planeta. Las regiones que cuidan siempre están cambiando y no se determinan por acuerdos sino que las ocupan por intuición; cada Govorom sabe instintivamente dónde esta su región.

Sus poderes aumentaron con el tiempo hasta que su planeta rebosaba de vida. De un planeta donde no se podía apenas vivir, han conseguido transformarlo en un paraíso.

Habilidad especial: Los Govorom son espíritus de la naturaleza. Puedes convertir tu planeta menos poblado en un mundo rico. (Activa)

- Hanshaks

Los Hanshaks son una antigua raza de cuerpos-mente toroidales.  Están en profunda unión con la vida y la naturaleza, y pueden comunicarse telepáticamente con otros seres inteligentes. Los Hanshaks son pocos, pero son reconocidos por su sabiduría e intuición.

Tras un temprano auge tecnológico, desmantelaron sus ciudades y devolvieron a su mundo su estado natural, desarrollando una cultura dedicada a la iluminación y a vivir en sintonía con la naturaleza.  Han conseguido mantener un cierto conocimiento tecnológico en su sociedad druídica.

Habilidad especial: Los Hanshaks son telépatas. Pueden hablar con otras especies desde el comienzo del juego. (Pasiva)

- Kambuchka

Los Kambuchka evolucionaron en la densa y neblinosa atmósfera de un planeta grande. Ven a través de las vibraciones atómicas de su alrededor con sus cuerpos formados por membranas plegadas. Los Kambuchka no pueden moverse rápidamente por la atmósfera de su mundo natal, así que evolucionó su habilidad de detectar seres vivos desde lejos, tanto para ayudarles a encontrar comida (se alimentan filtrando plantas microscópicas de la densa atmósfera de su mundo) como para evitar a los depredadores.

Son tan sensibles a las vibraciones de los seres vivos que, en ausencia de una atmósfera opaca en su mundo natal, pueden detectar grandes concentraciones de vida a distancias interestelares.

Habilidad especial: Los Kambuchka pueden sentir las formas de vida lejanas. Pueden ver todos los planetas natales alienígenas. (Pasiva)

- Marmosians

Los Marmosians son criaturas territoriales parecidas a insectos procedentes de un mundo interior alrededor de un sol abrasante. Sus feromonas de apareo evolucionaron para un propósito general, formadas por complejas moléculas que alteran el estado de ánimo y permiten manipular la base de las emociones de otras criaturas.

Aprendieron a usar a los depredadores de su mundo para proteger sus territorios, y tienden a repeler ataques haciendo que su enemigos se peleen entre ellos.  Son intelectualmente activos, pero físicamente vagos, prefiriendo dejar que de ese esfuerzo se encarguen aquellos que controlan.

Habilidad especial: Los Marmosians siembran odio. Pueden hacer que las especies alienígenas se opongan a cualquier especie en guerra con los Marmosians. (Activa)

- Mebes

Los Mebes son grandes seres unicelulares que evolucionaron en un planeta templado y soleado. Ruedan recogiendo comida gracias a sus superficies y la absorben en su cuerpo.

Su reproducción es sexual y muy rápida. Dos Mebes intercambian material genético, y cada uno se divide produciendo un nuevo Mebe que contiene una combinación de los genes de cada padre.

Aunque su método de reproducción es rápido y los hijos son auto-suficientes inmediatamente, los Mebes están muy ligados a los jóvenes. A pesar de su alarmante apariencia, son una especie sentimental.

Habilidad especial: Los Mebes se especializan en repoblación. Pueden aumentar la población máxima de todas sus colonias. (Activa)

- Minions

Los Minions son una especie de vida artificial, máquinas que sirven a los propósitos de sus amos extra-galácticos.  Hace eones, estos amos "sembraron" las unidades-ancestro de los Minions en un planeta elegido para acelerar sus programas de desarrollo. Su programación definitiva quedó latente durante su historia hasta que fueron despertados por sus maestros cósmicos. Nadie sabe nada sobre
dónde están esos maestros o cuál es su propósito.

Los Minions están formados por máquinas microscópicas autosuficientes, y pueden asimilar otras formas de vida para obtener la rica mezcla de elementos que necesitan como energía y para auto-manetenerse. Son eficientes e imparables conquistando mundos. Fueron creados fuertes y rápidos, y no hay especie conocida que pueda contra un Minion en combate desarmado. Se infiltran, asimilan y controlan mundos a gran velocidad y son conocidos por haber conquistado todo un planeta y su población en horas.

Habilidad especial: Los Minions son maestros invasores. Sus invasiones siempre tienen éxito. (Pasiva)

- Nimbuloids

Los Nimbuloids se criaron en un planeta con una atmósfera densa y reactiva. Están compuestos por completo por gases densos y cohesionados y se mueven por la atmósfera por atracción y repulsión química de las moléculas de los gases de su medio.  Ven la realidad en términos de un flujo intrínseco que llaman las corrientes: las fuerzas kármicas que, según creen, determinan el destino.

Con gran esfuerzo, un Nimbuloid puede trasformar la materia sólida en una gran masa gaseosa y viceversa. Son capaces de conseguir que cúmulos de materia transformada adquieran formas arbitrarias.
Cuando un Nimbuloid utiliza la energía necesaria, puede crear estructuras grandes e intrincadas a gran velocidad.

Habilidad especial: Los Nimbuloids son extremadamente productivos. Pueden acelerar el progreso de los proyectos de todas sus colonias. (Activa)

- Oculons

Los Oculons sólo tienen un sentido: el súper-desarrollado sentido de la vista.  Evolucionaron en un planeta de atmósfera muy densa orbitando un sol brillante.  Su cultura se basa sobre todo en la astronomía (son en esencia telescopios vivientes) y han amasado una gran cantidad de información sobre la galaxia.

Son más místicos que intelectuales, y son considerados supersticiosos por otras especies. Siempre están fascinados con el espacio y con otras formas de vida. Sin haber conseguido desarrollar el viaje espacial, sin embargo consiguieron comunicarse con otras especies tecnológicamente avanzadas de estrellas distantes de la galaxia.

El Oculon medio está obsesionado con la nobleza de las acciones y el pensamiento, y viven con un código de honor ritualista.

Habilidad especial: Los Oculons son grandes astrónomos. Pueden ver todas las líneas estelares. (Pasiva)

- Orfa

Los Orfa son animales pacedores que evolucionaron en un mundo hostil. Sus cuerpos son densos y duros, y están tan felices retozando en un lago de lava como los cerdos lo están en una pocilga.  Prefieren la vegetación y una dieta compuesta por complejas moléculas orgánicas, pero pueden subsistir con
minerales naturales. Son inmunes a la radiación, el calor, el frío, los compuestos químicos, y el daño físico, y ni tan siquiera necesitan atmósfera.

No tienen enemigos naturales conocidos (nada en su mundo de origen puede atravesar sus fuertes cuerpos) y no tienen dificultades para sobrevivir en casi cualquier medio. Es muy probable que evolucionaran por la competencia en el apareo. Tienen diecisiete sexos, así que para ellos el hecho de encontrar dieciséis parejas del sexo apropiado es su mayor preocupación. Tienen increíblemente complicadas y difíciles normas culturales centradas en la competición de apareamiento, y un Orfa que se aparea con éxito lo logra gracias a que ha hecho gala de muchos de sus encantos. Son muy inteligentes y pueden percibir las causas de los eventos y buscar su significado. También están contentos revolcándose una vez han terminado con su apareamiento.

Habilidad especial: Los Orfa pueden vivir en las más duras condiciones. Pueden construir en los cuadros negros de los planetas. (Pasiva)

- Shevar

Poco se sabe de los Shevar.  Son hechiceros, maestros de las fuerzas oscuras de otro Universo. Son formas de vida inórganica: siguen casi todas las definiciones de vida pero están compuestos por sustancias inorgánicas.  Son capaces de crear una anti-energía capaz de consumir energía y fuerza vital.

Se cree que los Shevar vienen de otro Universo con distintas leyes físicas. Experimentaron con sus artes arcanas hasta que abrieron un portal que les llevaba hacia este Universo, y el camino les llevó a un planeta rebosante de vida. Esto fue un gran botín para los Shevar y muchos de ellos se asentaron en este mundo. Devastaron sin dudarlo este mundo, destruyendo cualquier tipo de vida en ese planeta
alimentándose de su fuerza vital.

No son hostiles o malvados de por sí, pero sus valores son incomprensibles y no reconocen al resto de criaturas de este Universo como seres vivos.

Habilidad especial: Los Shevar son devoradores de energía. Pueden consumir la energía de todas las naves espaciales en los sistemas que ocupan. (Activa)

- Snovemdomas

Los Snovemdomas evolucionaron como depredadores en manadas en bosques y tundras de un mundo de inmensa gravedad. Los Snovemdomas son tan grandes como un oso, y su fuerte constitución oculta sus veloces y gráciles movimientos.  Para los habitantes de otros mundos, parecen imponentes y enormes. En su propio mundo, los Snovemdomas cazan criaturas más grandes y fuertes que ellos, acabando con la presa gracias a la superioridad numérica y a la velocidad.  Sus cuerpos evolucionaron robustos y ligeros (una gran masa se ve perjudicada con una alta gravedad), y sus huesos están formados por una sustancia hueca pero prácticamente indestructible distribuida como un panal.

Debido a que viven con alta gravedad en su mundo, pueden soportar mayores cargas a la hora de diseñar sus inventos y máquinas. Su ciencia material es avanzada y usan materiales compuestos fuertes y ligeros en sus construcciones. Está en su naturaleza el crear naves que puedan aguantar terribles agresiones.

Habilidad especial: Los Snovemdomas son duros y poderosos. Sus naves tienen el doble de resistencia. (Pasiva)

- Swaparamans

Los Swaparamans evolucionaron en el primer planeta de un sistema estelar binario (formado por una estrella normal y el agujero negro Graveesha, en órbita uno alrededor del otro). La configuración de doble estrella (se cree) influye en el desarrollo de estructuras de realidad dual que continuamente se crean en las mentes de los Swaparamans como si la electricidad cargara un condensador. Una vez cargados, los Swaparamans pueden hacer uso de esta energía.

Los Swaparamans evolucionaron en el mismo mundo que los Frutmaka, e incluso comparten ancestro. Hace milenios, los Frutmaka traicionaron a los Swaparamans y los expulsaron de su mundo natal.

Un pequeño número de Swaparamans - ancestros de los Swaparamans modernos - consiguió huir de su mundo natal en naves espaciales que habían construido en secreto. El artífice de esta huida fue Tanandanam, un sabio y determinado líder cuyo nombre es ahora sagrado para los Swaparamans.

Los Swaparamans sobrevivieron al peligro del viaje espacial gracias a su habilidad de almacenamiento de energía. Como resultado de la selección natural, los Swaparamans que desarrollaron mejor la habilidad sobrevivieron, con lo que en la actualidad su habilidad de almacenamiento de energía está muy desarrollada.

Habilidad especial: Los Swamparamans producen energía extra. Pueden duplicar la potencia de sus naves. (Activa)

- Ungooma

Los Ungooma son una especie de seres de inteligencia adaptativa que evolucionaron como parásitos mentales y más tarde desarrollaron sus propias formas de pensamiento.  Antes de que se volvieran inteligentes tomaban el control de los animales superiores de su mundo, usando los cuerpos y mentes de sus huéspedes para sus necesidades.

Son diminutos, y su intelecto se deriva de la combinación de impulsos mentales de muchos Ungooma. Hay trillones de Ungooma y los pensamientos combinados de miles de ellos crean distintas personalidades compuestas.

Los Ungooma ya no pueden controlar un huésped, pero mantienen una habilidad vestigial que les da un limitado control mental a distancia. Son capaces de controlar a otras especies durante breves momentos, y sus víctimas normalmente se despiertan sin saber cómo llegaron a donde se encuentran.

Habilidad especial: Los Ungooma son engañosos. Pueden devolver a las naves en ruta a sus estrellas de origen. (Activa)